# Dicho y hecho (programa de televisión)
Dicho y hecho fue un programa de televisión humorístico español en el que varios famosos se sometían a diversos retos en tono de humor. Era producido por Secuoya y se emitió en La 1 entre el 9 de marzo y el 13 de abril de 2018, habiendo sido enviado al late-night y cancelado debido a sus bajas audiencias, sin haber grabado ni siquiera la final. El espacio era presentado por Anabel Alonso y José Corbacho, y se emitía los viernes. Se trata de la adaptación española del programa británico "Taskmaster".

## Formato y mecánica
Dicho y hecho es un programa de entretenimiento basado en el formato británico Taskmaster. Este cuenta con la presentación de Anabel Alonso, cuyo rol es el de "La Jefa", y José Corbacho, que hace las veces de "El Ayudante". Por su parte, están los 6 concursantes, que son los encargados de realizar las pruebas y, semanalmente, reciben la visita de otros conocidos rostros del mundo de la televisión y del humor.
En cuanto a la mecánica, al comienzo de cada capítulo, los seis concursantes entregan a La Jefa un objeto personal, que cada semana responde a una temática concreta. A continuación, comienzan los desafíos, que son siete en total y están divididos en pruebas exteriores (desarrolladas en "Villa-Mandona") y pruebas en el teatro. Dichos retos están diseñados por Anabel Alonso y son realizados por todos los concursantes. Así, Anabel puntúa a los participantes del 1 al 6 al finalizar cada prueba y los puntos obtenidos se van sumando a una clasificación que al final del programa desvela quién es el ganador del capítulo. Este ranking sirve también para, en la última entrega, coronar al ganador de la edición. Cabe destacar que el ganador provisional es quien se queda con los objetos entregados al principio del programa.

## Primera edición (2018)
- 9 de marzo de 2018 - 13 de abril de 2018

### Participantes
| Participante     | Lugar de procedencia   | Edad    | Ocupación                   | Galas ganador/a | Galas perdedor/a | Información    |
| ---------------- | ---------------------- | ------- | --------------------------- | --------------- | ---------------- | -------------- |
| David Fernández  | Igualada (Barcelona)   | 47 años | Actor y humorista           | 3ª              | 1ª, 5ª           | Ganador        |
| Secun de la Rosa | Barcelona              | 48 años | Actor y director de teatro  | 2ª              | Nunca            | 2º Finalista   |
| Leonor Lavado    | Puente Genil (Córdoba) | 30 años | Actriz y humorista          | 5ª              | 4ª               | 3ª Finalista   |
| Elena Furiase    | Madrid                 | 30 años | Actriz                      | 4ª              | 3ª               | 4ª Clasificada |
| Pablo Carbonell  | Cádiz                  | 55 años | Actor, cantante y humorista | Nunca           | Nunca            | 4º Clasificado |
| Goizalde Núñez   | Bilbao (Vizcaya)       | 47 años | Actriz                      | 1ª              | 2ª               | 5ª Clasificada |

### Estadísticas semanales
|          | Gala 1    | Gala 2    | Gala 3    | Gala 4    | Gala 5    | Total      |
| -------- | --------- | --------- | --------- | --------- | --------- | ---------- |
| David    | 22 puntos | 32 puntos | 39 puntos | 30 puntos | 24 puntos | 147 puntos |
| Secun    | 28 puntos | 37 puntos | 23 puntos | 25 puntos | 33 puntos | 146 puntos |
| Leonor   | 30 puntos | 24 puntos | 29 puntos | 20 puntos | 38 puntos | 141 puntos |
| Elena    | 31 puntos | 21 puntos | 16 puntos | 36 puntos | 27 puntos | 131 puntos |
| Pablo    | 33 puntos | 25 puntos | 20 puntos | 25 puntos | 28 puntos | 131 puntos |
| Goizalde | 34 puntos | 14 puntos | 25 puntos | 28 puntos | 28 puntos | 129 puntos |

- Al haber sido cancelado antes de la final, consideramos ganador/a al concursante que suma más puntos en total.

     Ganador
     2º Finalista
     3.er Finalista
     4º Clasificado
     5º Clasificado
     6.º clasificado
     Perdedor de la noche
     Ganador de la noche
     Posiciones intermedias

### Episodios y audiencias
| Gala   | Ganador/a        | Fecha               | Espectadores | Cuota |
| ------ | ---------------- | ------------------- | ------------ | ----- |
| Gala 1 | Goizalde Núñez   | 9 de marzo de 2018  | 877 000      | 5,5%  |
| Gala 2 | Secun de la Rosa | 16 de marzo de 2018 | 528 000      | 5,3%  |
| Gala 3 | David Fernández  | 23 de marzo de 2018 | 282 000      | 4,5%  |
| Gala 4 | Elena Furiase    | 6 de abril de 2018  | 641 000      | 4,7%  |
| Gala 5 | Leonor Lavado    | 13 de abril de 2018 | 379 000      | 5,2%  |

## PalmarésDicho y hecho
| Edición                        | Fecha | Ganador         | Subcampeón       | Tercero       |
| ------------------------------ | ----- | --------------- | ---------------- | ------------- |
| Dicho y hecho: Primera edición | 2018  | David Fernández | Secun de la Rosa | Leonor Lavado |

## Audiencias
| Edición                        | Fecha | Cadena | Espectadores | Cuota de pantalla |
| ------------------------------ | ----- | ------ | ------------ | ----------------- |
| Dicho y hecho: Primera edición | 2018  | La 1   | 541 000      | 5,0%              |